# Xi Gang

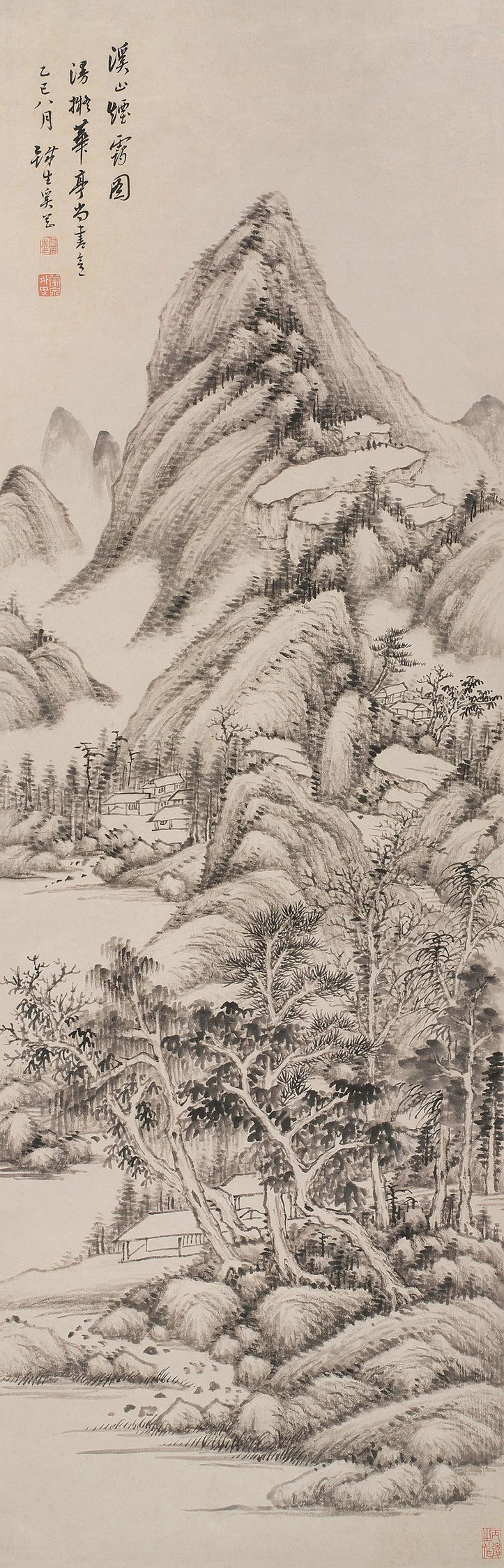

Xi Gang (ou Hi Kang ou Hsi Kang, surnom : Chunzhang, noms de pinceau : Tiesheng, Mengquan Waishi, etc.) est un peintre chinois des XVIIIe – XIXe siècles, originaire de Qiantang, province du Zhejiang (province côtière chinoise au sud de Shanghai), né en 1746 et mort en 1803.

## Biographie
Poète et calligraphe, Xi Gang est un peintre de fleurs et d'oiseaux. Il suit le style des Quatre Wang dans ses paysages et celui de Ni Zan et de Yun Shouping dans sa calligraphie.

## Musées
- Berlin (Staatliche Museen) :
  - Paysage de rivière avec un bateau, d'après Shen Zhou, daté 1777, signé, deux poèmes et un colophon.
- Londres (Brittish Mus.) :
  - Dame Xi Shi, signé, poème.
- Pékin (Mus. du Palais) :
  - Montagne à l'automne, d'après Huang Gongwang, daté 1796, signé.
  - Paysage de montagne dans le style de Wang Yuanqi, daté 1796, encre et couleurs légères sur papier, signé.
- Shanghai :
  - Palmiers, bambous et orchidées, encre sur papier, rouleau en hauteur.